# 赫米特 (加利福尼亚州)
赫米特（英語：Hemet），是美国加利福尼亚州里弗赛德县下属的一座城市。建市于1910年1月20日，面积大约为27.85平方英里（72.1平方公里）。根据2010年美国人口普查，该市有人口78,657人。